# Манчестерський міський університет
Манчестерський столичний університет розташований у центрі Манчестера, Англія. В університеті навчається понад 40 000 студентів і понад 4 000 співробітників. Він є домом для чотирьох факультетів (мистецтва та гуманітарних наук, бізнесу та права, охорони здоров’я та освіти та науки та техніки) і є одним із найбільших університетів Великої Британії за кількістю студентів у 2020/2.

## Історія
Університет Манчестер Метрополітен був розроблений в результаті злиття різних коледжів з різними спеціальностями, включаючи технології, мистецтво та дизайн. Його заснування можна простежити до Манчестерського інституту механіки та Манчестерської школи дизайну, пізніше відомої як Манчестерська школа мистецтв . Художник Л. С. Лоурі навчався у роки після Першої світової війни, де його навчав відомий імпресіоніст Адольф Валетт. Школи торгівлі (заснована в 1889 р.), Освіти (ф. 1878 р.) і домашньої науки (ф. н. 1880 р.) були додані поряд з коледжами в Дідсбері, Крю, Альзагері та колишнім Домашнім і торговим коледжем (ф. 1911 р.). Манчестерський науково-технічний коледж, який спочатку був Інститутом механіки, а потім став UMIST, до 1966 року передав свої курси без ступеню Школі мистецтв. У 1970 році школа перейменувала себе в Манчестерський політехнічний інститут, після чого відбулося злиття з Педагогічним коледжем Дідсбері та Холлінгсським коледжем у 1977 році, а також з Манчестерським коледжем вищої освіти у 1983 році. У 1987 році заклад став членом-засновником Північного консорціуму, а 1 квітня 1989 року став корпоративною організацією, як це дозволено положеннями Закону про реформу освіти.
15 вересня 1992 року Манчестерський політехнічний університет отримав статус університету згідно із широкомасштабним Законом про подальшу та вищу освіту 1992 року та з тих пір перейменований у Манчестерський столичний університет.

## Галерея

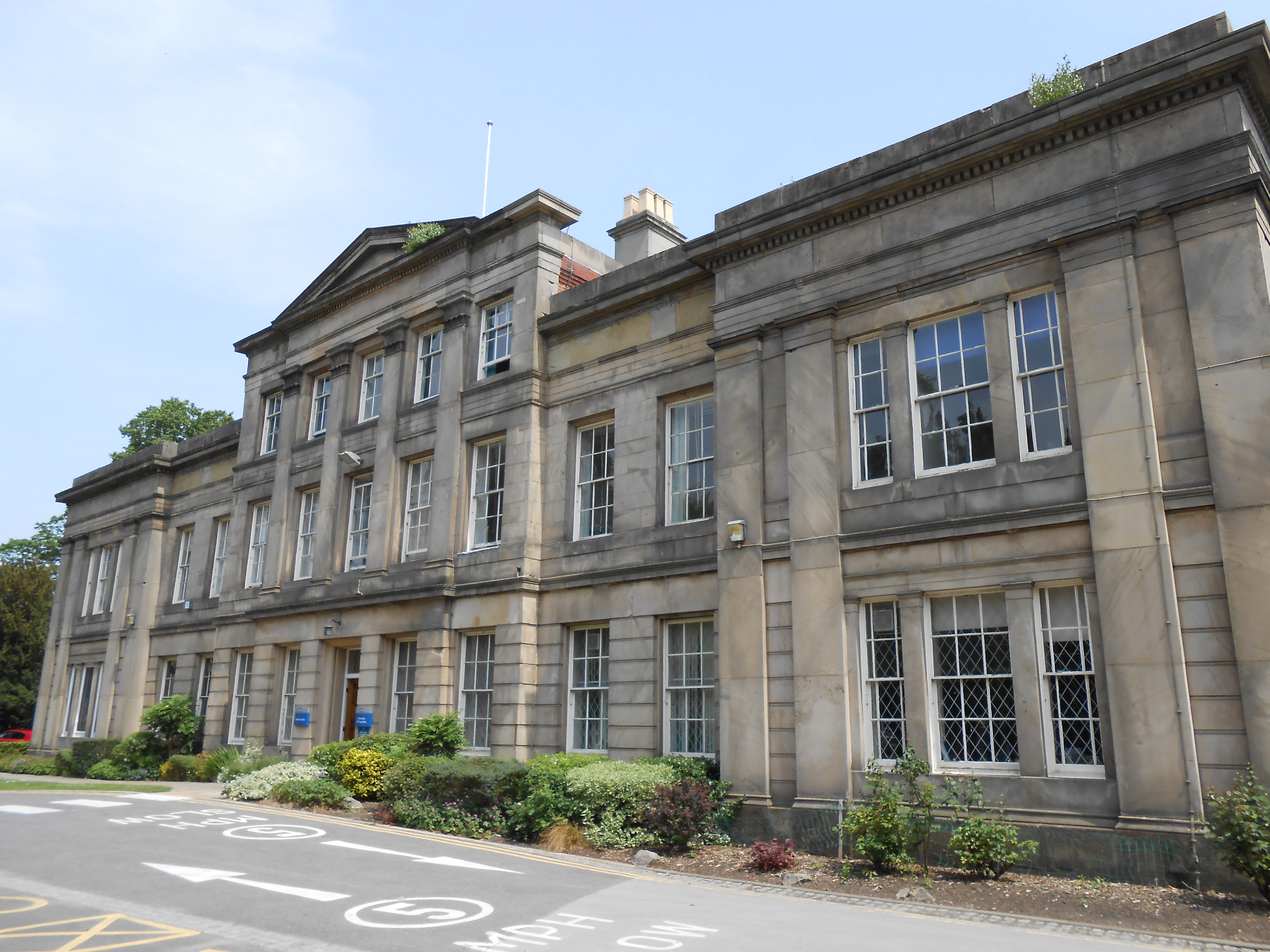
Кампус Дідсбері
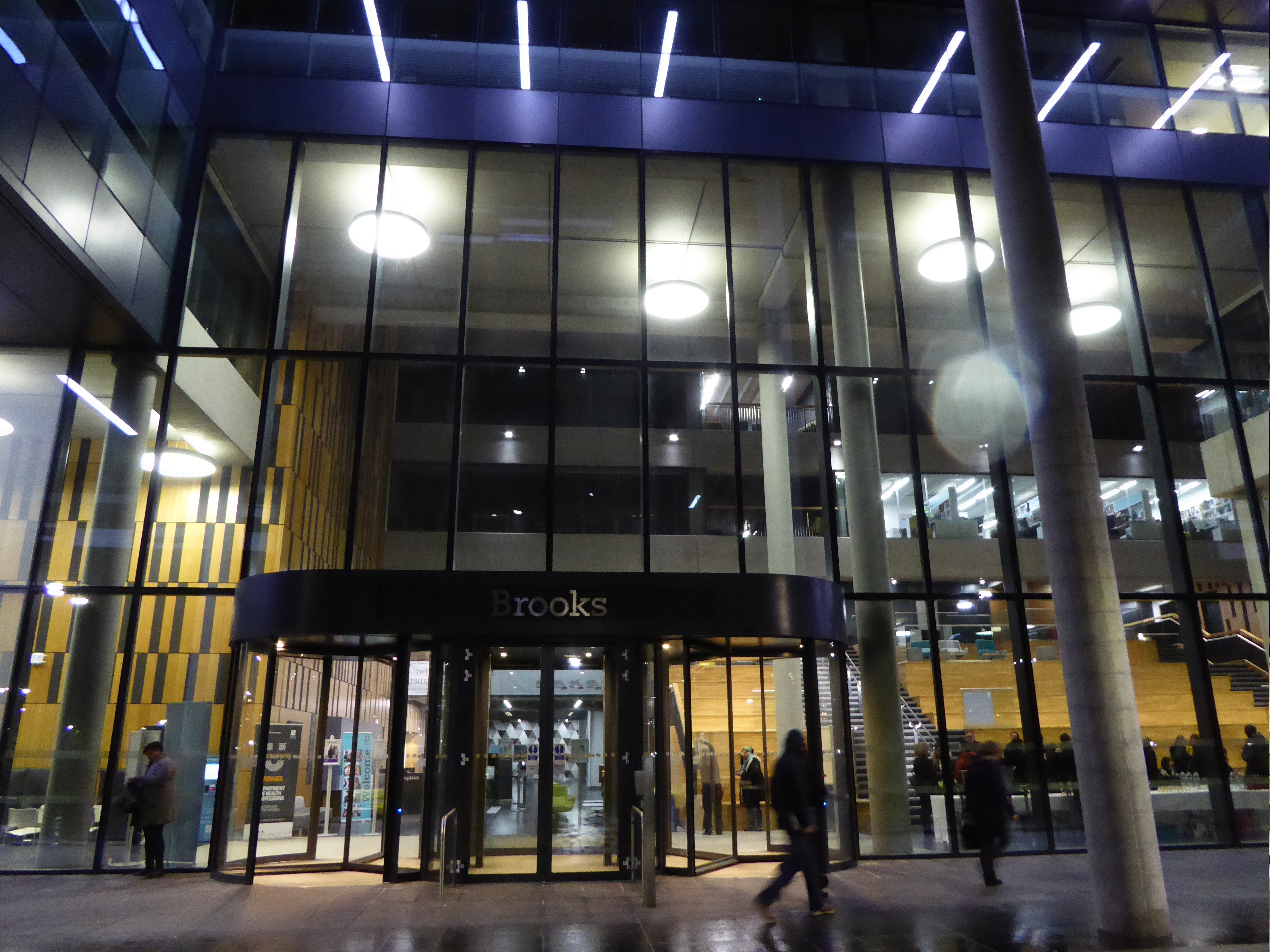
Брукс Білдінг
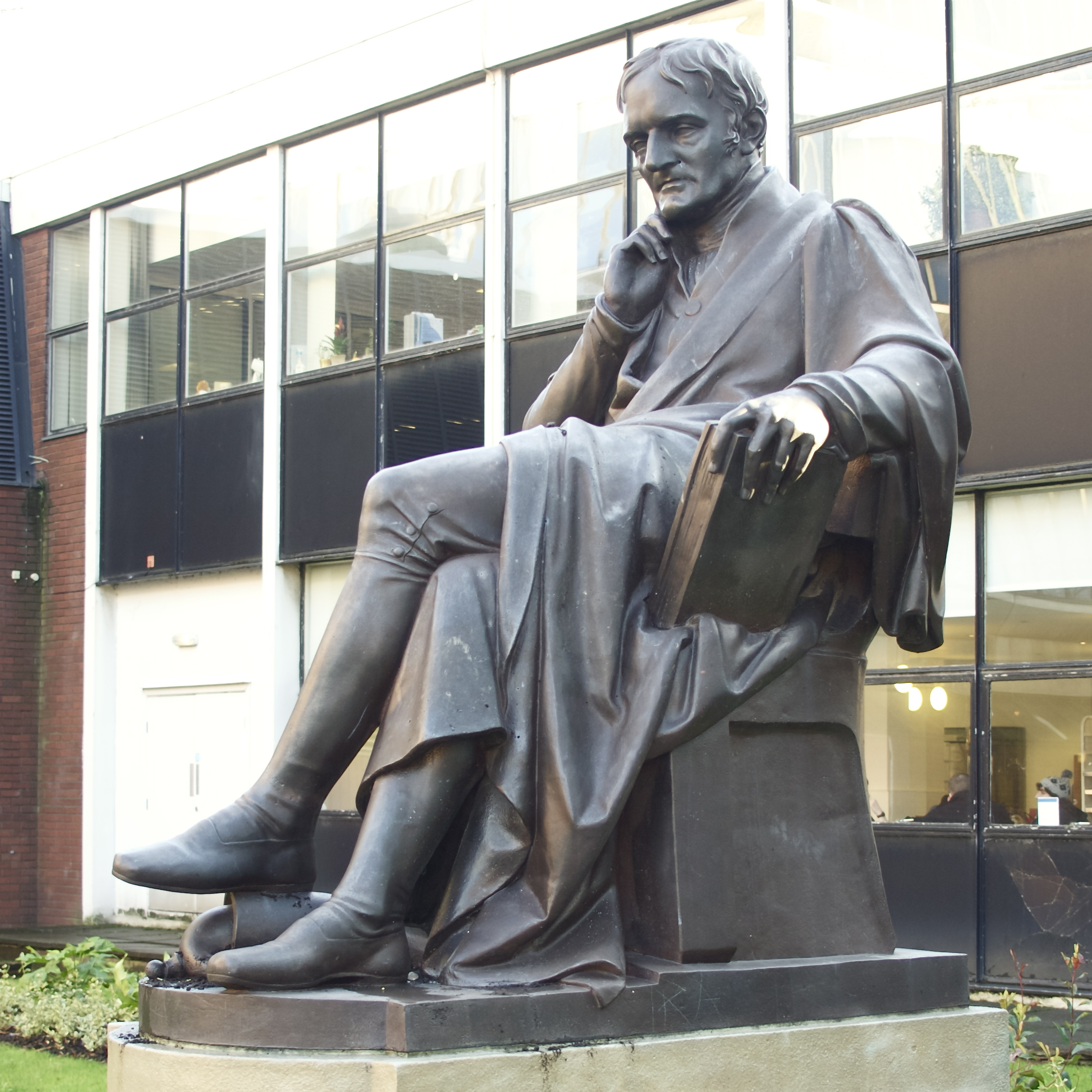
Статуя Джона Далтона роботи Вільяма Тіда біля будівлі університету на Честер-стріт
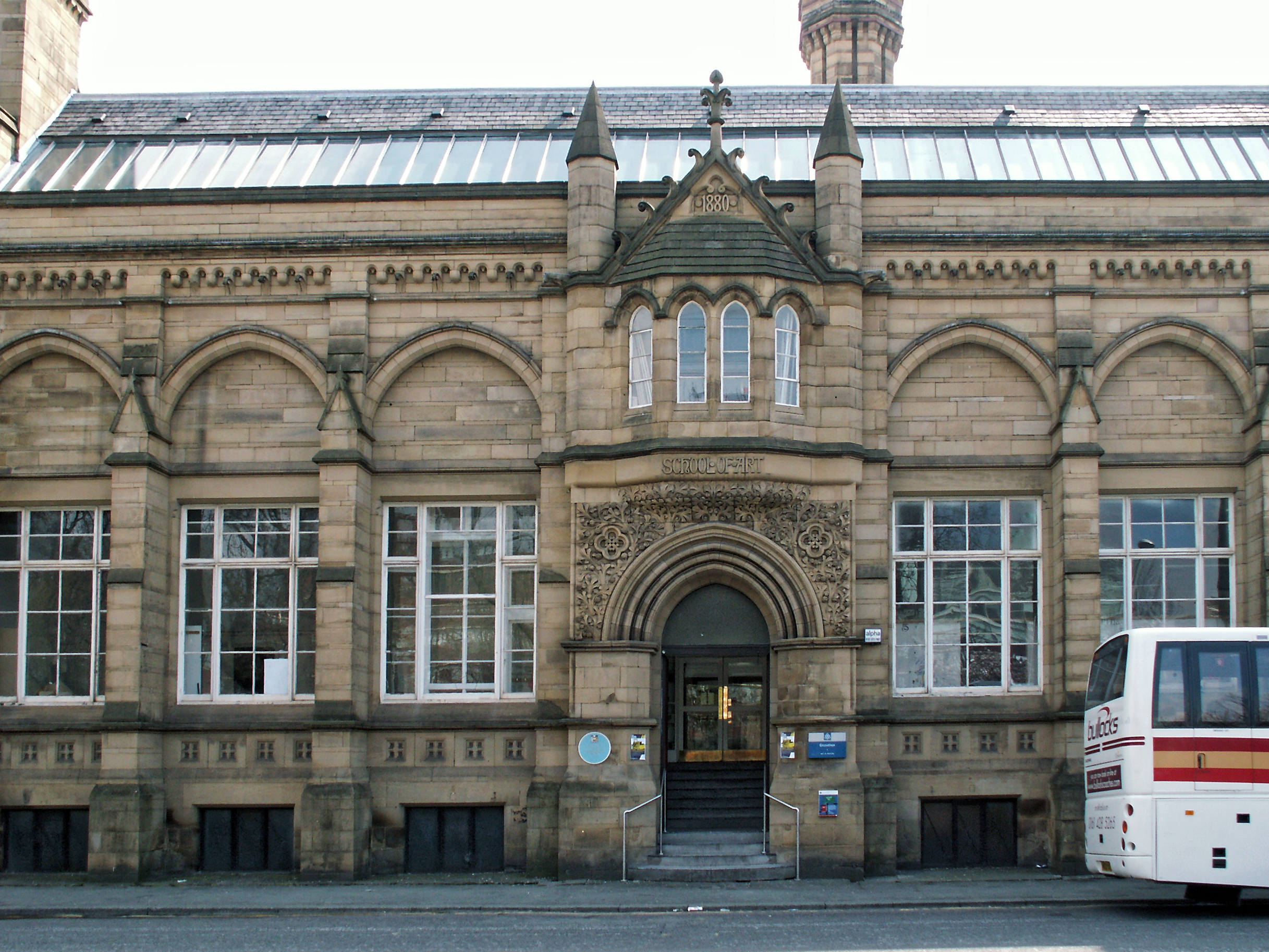
Манчестерська школа мистецтв
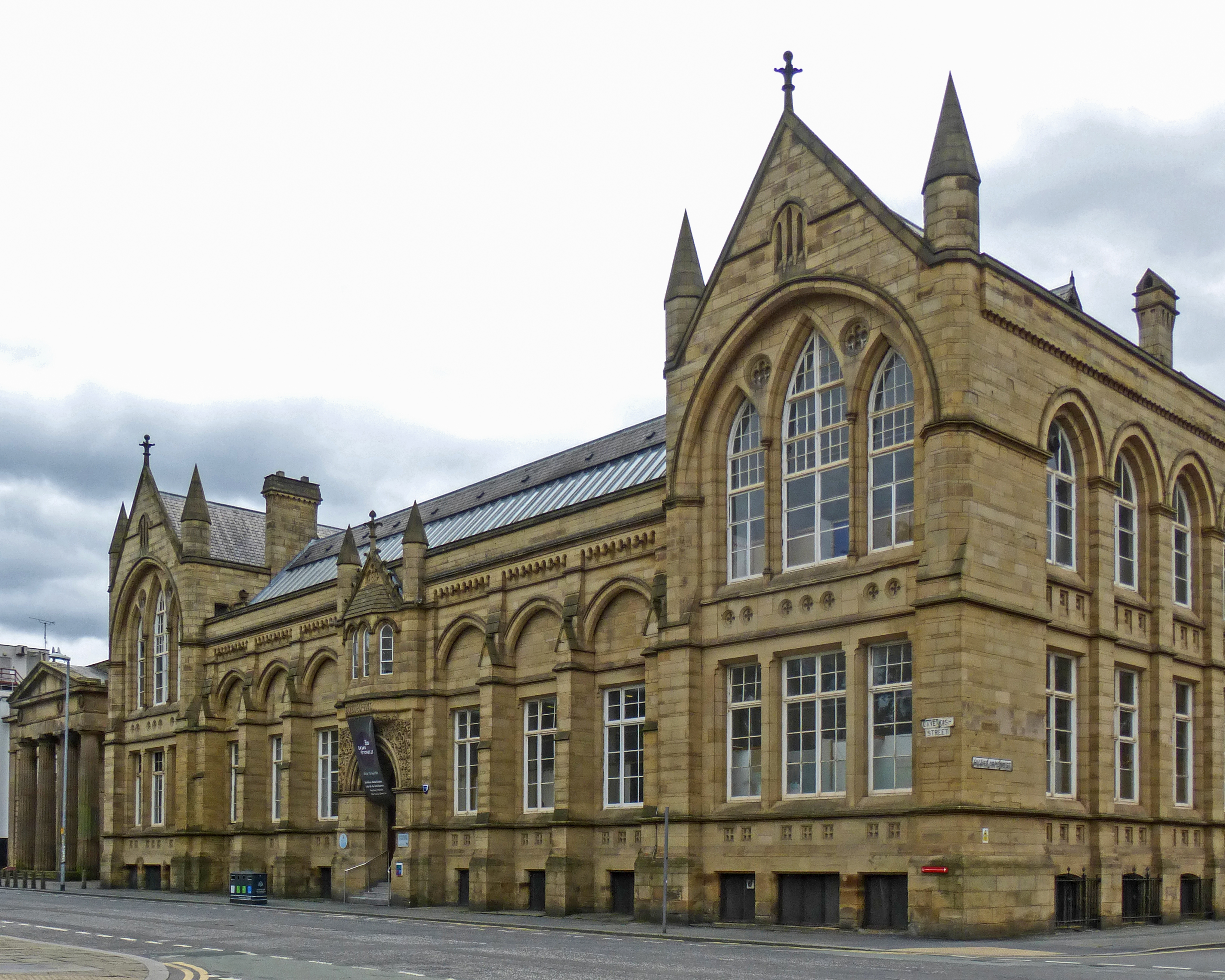
Будівля Гросвенор, Манчестерська школа мистецтв
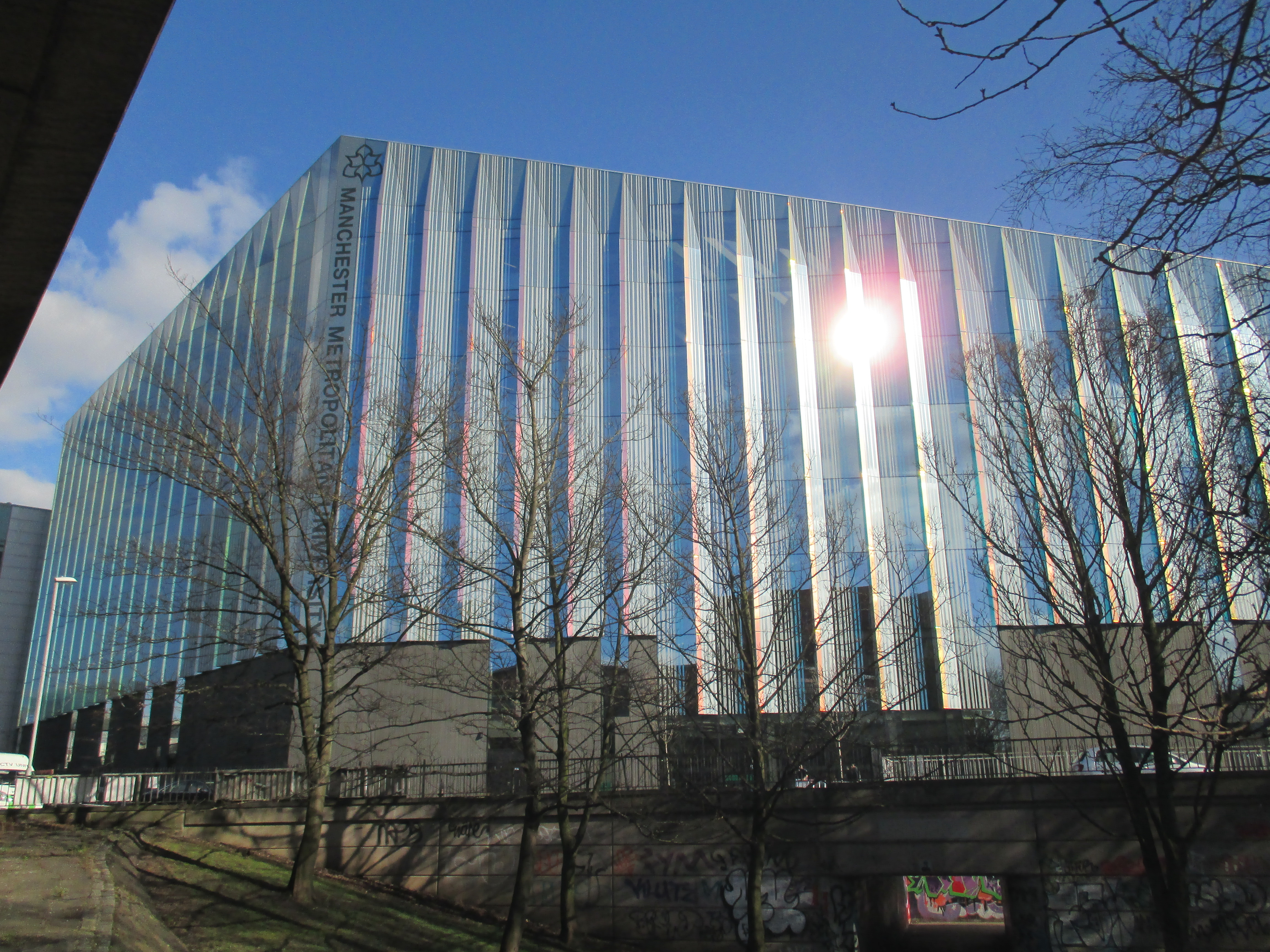
Бізнес-школа Манчестерського столичного університету
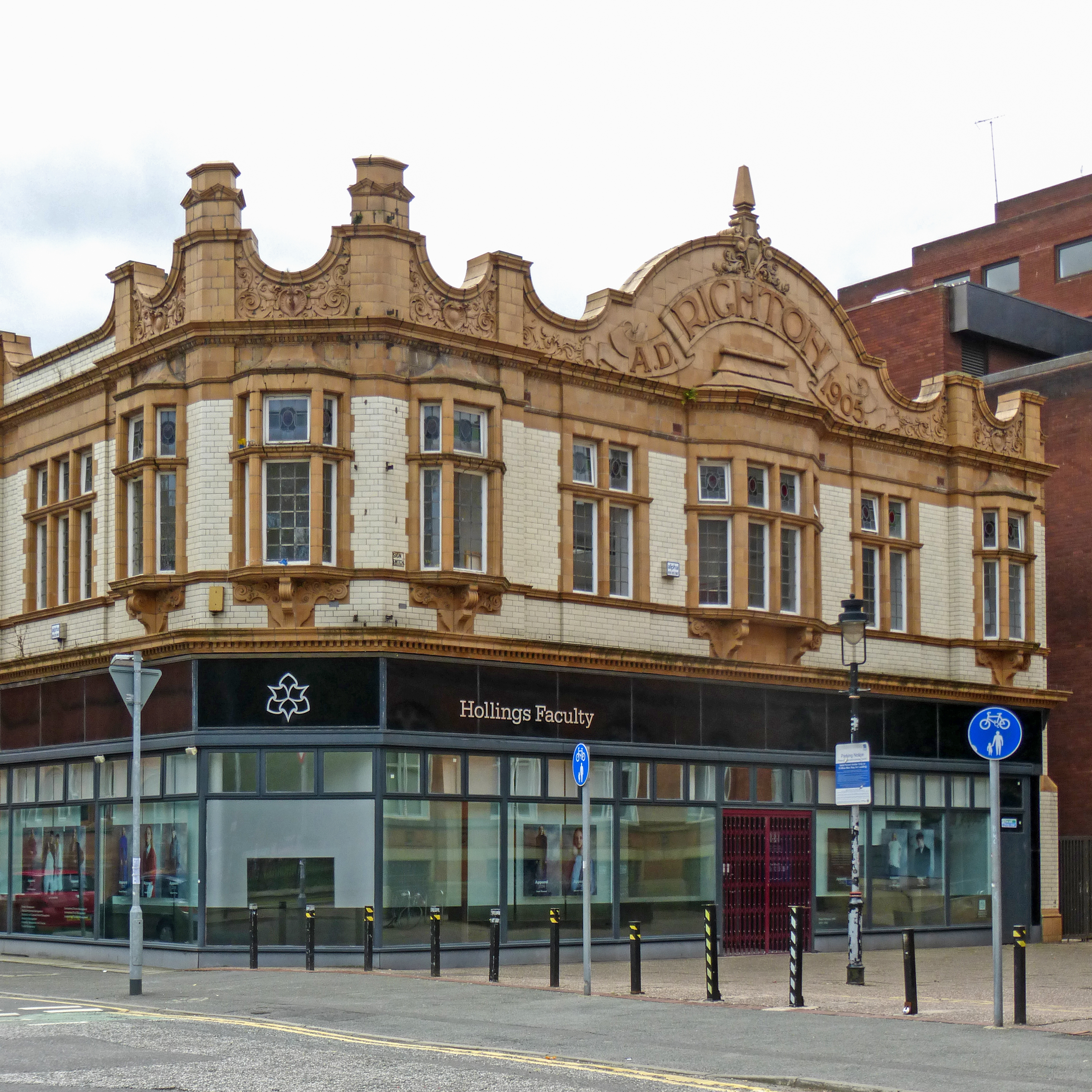
Райтон Білдінг